# Mark Militano
Mark William Militano (* 28. März 1954 in Rockville Centre, Long Island, New York) ist ein ehemaliger US-amerikanischer Eiskunstläufer.
Militano trat im Paarlauf mit seiner Schwester Melissa an. Zusammen holten sie bei US-Meisterschaften 1973 den Titel, sowie dreimal Silber (1970–1972) und eine Bronzemedaille (1969). Bei Weltmeisterschaften platzierten sie sich immer unter den besten Zehn. Für Rang sieben reichte es bei den Olympischen Winterspielen 1972 in Sapporo.
Nach Beendigung seiner aktiven Karriere arbeitete Militano als Trainer und Choreograph für Eiskunstläufer.
Militano hat zweimal geheiratet. Zusammen mit seiner zweiten Frau führt er eine Firma, die sowohl im Freizeit- als auch Wettkampfbereich des Eislaufens verschiedene Dienstleistungen anbietet.

## Ergebnisse

### Paarlauf
(mit Melissa Militano)
| Wettbewerb / Jahr                | 1969 | 1970 | 1971 | 1972 | 1973 |
| -------------------------------- | ---- | ---- | ---- | ---- | ---- |
| Olympische Winterspiele          |      |      |      | 7.   |      |
| Weltmeisterschaften              | 8.   | 8.   | 6.   | 9.   | 8.   |
| US-amerikanische Meisterschaften | 3.   | 2.   | 2.   | 2.   | 1.   |